# Mitsubishi K7M
Mitsubishi K7M (hay Mitsubishi Ka-18) là một loại máy bay huấn luyện của Nhật Bản trong thập niên 1930. Do hãng Mitsubishi chế tạo cho Không quân Hải quân Đế quốc Nhật Bản để thay thế cho loại K3M.

## Quốc gia sử dụng
Japan
- Không quân Hải quân Đế quốc Nhật Bản

## Tính năng kỹ chiến thuật
Dữ liệu lấy từ 
Đặc tính tổng quan
- Kíp lái: 2
- Sức chứa: 5 học viên, 2 giáo viên
- Chiều dài: 13,23 m (43 ft 5 in)
- Sải cánh: 19,96 m (65 ft 6 in)
- Chiều cao: 3,45 m (11 ft 4 in)
- Trọng lượng rỗng: 2.558 kg (5.640 lb)
- Trọng lượng có tải: 3.810 kg (8.400 lb)
- Động cơ: 2 × Gasuden Tempu , 250 kW (340 hp)  mỗi chiếc

Hiệu suất bay
- Vận tốc cực đại: 260 km/h (162 mph; 140 kn)
- Tầm bay: 950 km; 513 nmi (590 mi) [2]

Vũ khí trang bị

- Súng: 2 × súng máy 7.7mm (0.303in)
- Bom: 90kg (198lb)